# Meili
Pour les articles homonymes, voir Meili (homonymie).
Dans la mythologie nordique, Meili (étymologie incertaine) est le frère de Thor et le fils d'Odin.
Dans la Haustlöng (14) et dans le Hárbardsljód (9), Thor est désigné (ou se désigne, dans le second cas) comme étant le « frère de Meili » (Meila blóð ou Meila bróðir). Meili est aussi nommé dans la thula des fils d’Odin (Skáldskaparmál, 75). Snorri le considère comme le dieu de l'oubli. Il est rarement mentionné dans les principales sources d'information sur la mythologie nordique. 